# Manuel Tamayo y Baus

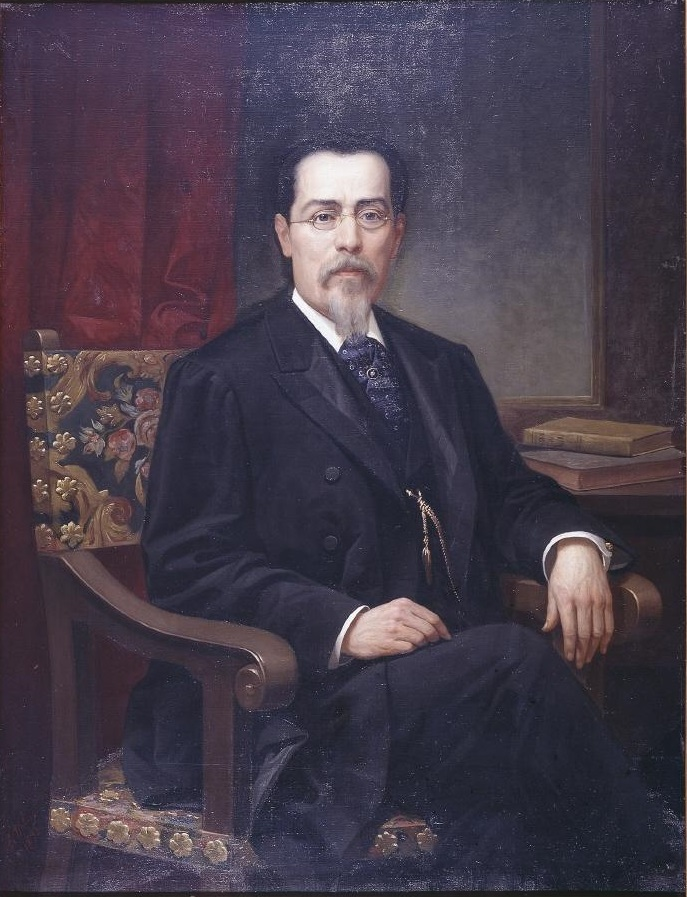
Manuel Tamayo y Baus (1892)

Manuel Tamayo y Baus (* 15. September 1829 in Madrid; † 20. Juni 1898 ebenda) war ein spanischer Dramatiker, der mit Theaterstücken wie Lances de Honor zu einem bedeutenden Vertreter des realistisch-naturalistischen Dramas in der spanischen Literatur des 19. Jahrhunderts wurde.

## Leben
Tamayo y Baus stammte aus einer Familie, die eng mit dem Theater verbunden war wie insbesondere durch seine Mutter, die bekannte Schauspielerin Joaquína Baus. Diese trat 1841 in einer aus dem Französischen übernommenen Adaption als „Genoveva von Brabant“ auf, die ihr Sohn im Alter von zwölf Jahren verfasst hatte. Durch den Einfluss seines Onkels, des Dramatikers und Unterrichtsministers Antonio Gil y Zárate, wurde er Mitarbeiter in der Regierung und verfügte dadurch über finanzielle Unabhängigkeit.
1847 erschienen seine erste veröffentlichte Theaterstücke Juana de Arco, das auf Friedrich Schillers Die Jungfrau von Orléans basierte, sowie Una Aventura de Richelieu, das sich auf La Jeunesse de Richelieu von Alexandre-Vincent Pineux Duval bezog. In Angela (1852) verarbeitete er Schillers Kabale und Liebe, wobei er die Handlung nach Spanien versetzte und die Originalszenen übernahm, diese allerdings mit seinen Worten überarbeitete.
Seinen ersten großen Erfolg hatte Tamayo y Baus 1853 mit Virginia, einem dramatischen Essay im Stile Vittorio Alfieris, das besonders wegen des Einfallsreichtums und der edlen Sprache Beachtung fand. 1854 verlor er zunächst sein Amt in der neuen liberalen Regierung, wurde er aber bald darauf von dem Minister Cándido Nocedal, der das Talent des jungen Dramatikers bewunderte, mit einem anderen Posten in der Regierung bedacht. Zusammen mit Aureliano Fernández-Guerra verfasste er 1854 La Ricahembra, ein an Arbeiten von Lope de Vega erinnerndes historisches Drama.

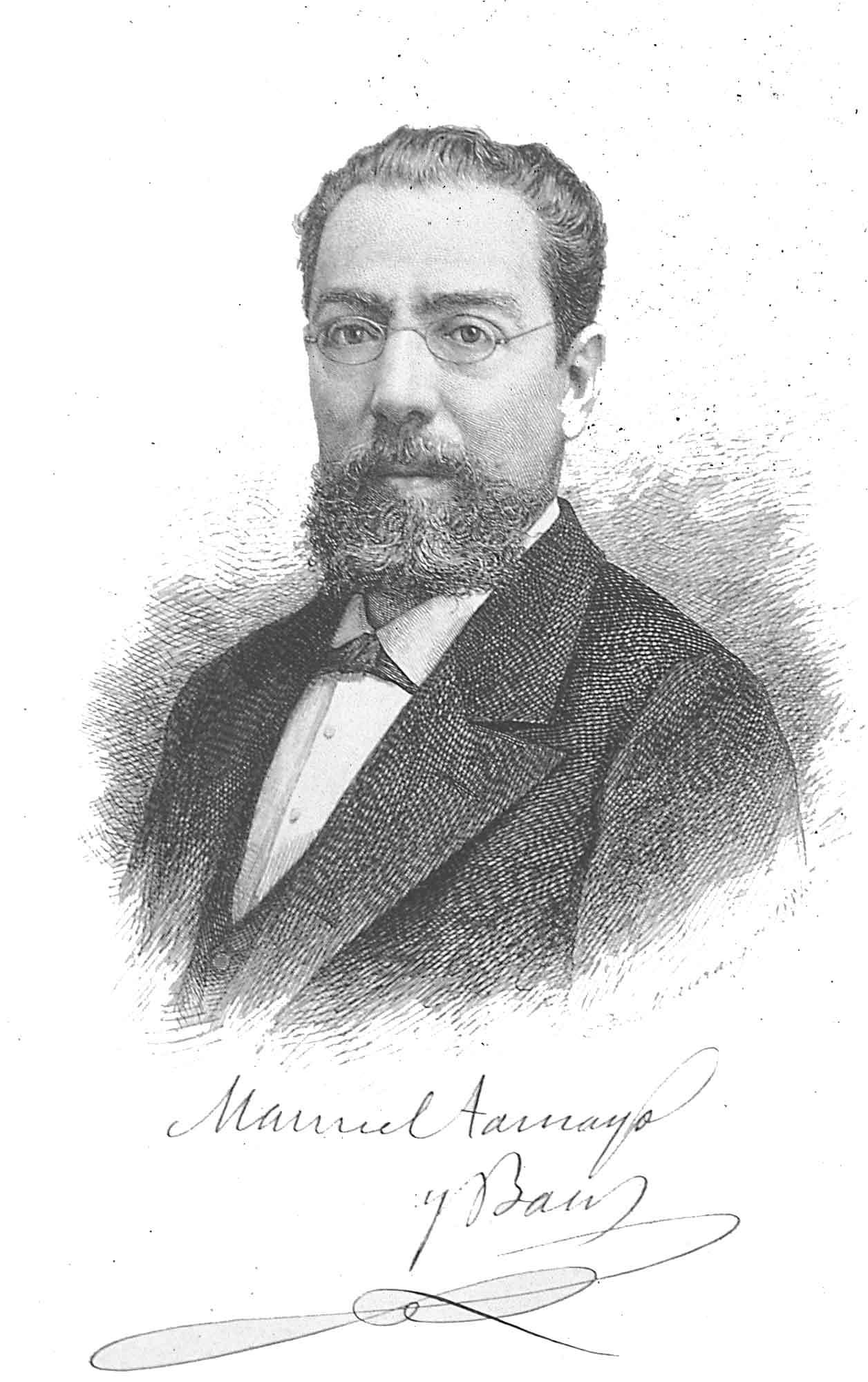
Manuel Tamayo y Baus (1884)

Das 1855 erschienene Bühnenwerk La Locura de Amor über Johanna die Wahnsinnige, die leidenschaftliche, liebeskranke Tochter von Isabella I. von Kastilien, begründete seinen Ruf als Spaniens führenden Dramatiker seiner Zeit. Während Hija y Madre (1855) ein Misserfolg wurde, ist La Bola de Nieve (1856) ein bemerkenswertes Beispiel für seinen außergewöhnlichen Arbeitsstil. 1858 wurde er zum Mitglied der Real Academia Española gewählt und wurde später deren ständiger Sekretär.
Allerdings traten in den folgenden Jahren eigene Werke in den Hintergrund, da er sich wieder zunehmend mit der Adaption von zahlreichen französischsprachigen Bühnenwerken befasste. Hierzu gehören La Positivo (1862) nach Adrien-Augustin-Léon Layas Duc Job, das in der spanischen Version zu einem geschickten Beispiel von Bühnenkunst wurde und einige Elemente von großem Wert enthielt.
1863 verfasste er nach sieben Jahren mit Lances de Honor erstmals wieder ein eigenes Theaterstück. Darin verarbeitete er den Immoralismus des Duellierens und stieß dadurch eine hitzige Diskussion zu diesem Thema in der Öffentlichkeit an. Dieses in Prosa verfasste Werk ist von einer mittelalterlichen Frömmigkeit inspiriert, die im spanischen Theater seit dem 17. Jahrhundert nicht mehr zu spüren war. Diese „Wiedergeburt“ eines alten Themas führte dazu, dass zahlreiche Theaterkritiker Lances de Honor als sein bestes Werk ansahen. Die anschließenden Arbeiten Del dicho al hecho (1864), das auf La Pierre de touche von Jules Sandeau und Émile Augier basierte, und Diplomatie de Ménage (1866) nach Caroline Berton sind dagegen weitere Beispiele von Adaptionen französischsprachiger Stücke.
Sein 1867 erschienenes Bühnenwerk Un Drama nuevo, in dem er William Shakespeares Hamlet verarbeitete, brachte ihm ebenfalls breite Beachtung ein. Im Zuge der „glorreichen“ Revolution von General Juan Prim verlor er 1868 seine Anstellung als Bibliothekar der San Isidro Bibliothek. Danach überarbeitete er in No hay mal que por bien no venga (1868) in geschickter Weise Théodore Barrières La Feu au Couvent. 1870 veröffentlichte er mit Los Hombres de bien sein letztes eigenes Bühnenstück.
1884 ernannte ihn der konservative Minister Alejandro Pidal y Mon zum Direktor der Spanischen Nationalbibliothek. Während seiner Amtszeit wurde 1896 nach dreißigjähriger Bauzeit der neue Sitz der Bibliothek am Paseo de Recoletos fertiggestellt, der gleichermaßen als Bibliothek, Museum und Archiv diente.
Seine letzten Lebensjahre verbrachte Tamayo y Baus, der auch unter den Pseudonymen Segundo Blanco, Gil Carmona, Conde de Cabra, Manuel Estébanez, Manuel Martínez Pedrosa und Fulano Tal veröffentlichte, mit der Überarbeitung von Virginia, die posthum in Obras (1899) erschien.